# Hlebinska slikarska škola
Hlebinska slikarska škola je dobila naziv po umjetničkom pokretu na početku trećeg desetljeća 20. stoljeća, kada je u Hlebinama, selu nedaleko Koprivnice Krsto Hegedušić počeo 1930. sa seljacima Ivanom Generalićem, također iz Hlebina, i Franjom Mrazom iz Hlebina, koji su činili okosnicu ove grupe, intenzivno slikati tehnikom ulja na staklu. 1931. godine prave izložbu koja im donosi javnu prepoznatljivost i naivna umjetnost postaje popularan oblik umjetničkog izražavanja u Hrvatskoj, jako naglašavajući socijalnu grubost seoskog načina života. Generalić je bio prvi majstor Hlebinske škole i prvi koji je razvio različit osobni stil, postižući visok umjetnički stantard u svojim djelima.
Nakon II. svj. rata sljedeća generacija Hlebinskih umjetnika fokusira se na stilizirano prikazivanje seoskog života preuzetog iz mašte.
Ivan Generalić ostaje i dalje dominantna ličnost Hlebinske škole i podučava većinu predstavnika tzv. druge generacije kojoj pripadaju: Mijo Kovačić, Ivan Večenaj, Ivan Lacković Croata, Dragan Gaži, Franjo Filipović i Martin Mehkek kao i svog sina Josipa Generalića. Njihova djela naglašavaju romantični koncept podravskog krajolika i lirsku idealizaciju seoskog života. 
Već 1950.-ih škola postiže internacionalnu slavu i prikazuje svoj rad na izložbama poput São Paulo Art Biennial 1955. godine.
Hrvatski muzej naivne umjetnosti u Zagrebu sadrži veliki broj radova Hlebinske škole i drugih naivnih umjetnika.
Danas je u središtu Hlebina temeljna turistička atrakcija ovog kraja – Galerija naivnog slikarstva  sa slikama i skulpturama umjetnika hlebinskog kruga i stalnom zbirkom najvećeg među njima – Ivana Generalića. U prostorima galerije često se održavaju izložbe mnogih umjetnika, recitali i folklorni nastupi, atraktivni za posjetitelje i turiste.